# Potamophylax coronavirus
Potamophylax coronavirus — вид комах роду Potamophylax, з родини лімнефілідів (Limnephilidae).

## Середовище проживання
Струмки масиву Проклетіє у Національному Парку Проклетіє, у Косово   (Сербія).

## Етимологія
Видовий епітет коронавірус стосується важкого гострого респіраторного синдрому коронавірусу 2 (SARS-CoV-2), який спричинив глобальну пандемію, починаючи з 2020 року. Ця стаття була написана під час карантину через пандемію. Видовий епітет також образно підкреслює ще одну тиху пандемію, що відбувається на прісноводних організмах у річках Косово (Сербія) внаслідок забруднення та деградації прісноводних середовищ існування.